# 4099 Віґґінс
4099 Віґґінс (4099 Wiggins) — астероїд головного поясу, відкритий 13 січня 1988 року.
Тіссеранів параметр щодо Юпітера — 3,373.